# 交代作用
交代作用（Metasomatism），或譯作熱水換質作用，是岩石與熱水之間產生化學反應的現象。
具體來說，深埋在地底的火成岩或變質岩，岩石的裂隙中如果受到熱液(例如被火山作用加熱的地下水)滲入，溶解於熱液中的離子就可能與岩石中的礦物結晶反應，反應最主要的形式為晶格中陽離子的取代，使晶體在不熔解、不改變其晶格結構下，改變化學組成。交代作用與變質作用形成的機制與現象稍有不同：變質作用發生在相對高壓高溫區，使晶體發生再結晶現象；而交代作用則不會改變晶格的原有形式。但是，這兩個作用常常伴隨出現。

## 常見的受交代作用產生之礦物或岩石
- 綠泥石
- 矽卡岩
- 雲英岩